# Herbert Haresnape
Herbert Haresnape (n. 2 iulie 1880, Liverpool, Anglia, Regatul Unit al Marii Britanii și Irlandei – d. 17 decembrie 1962, Birkenhead, Anglia, Regatul Unit) a fost un înotător ce a reprezentat Regatul Unit al Marii Britanii și al Irlandei de Nord, medaliat olimpic. A participat la 2 ediții ale Jocurilor Olimpice (1908, 1912) în care a câștigat două medalii de bronz.